# Juventud acumulada
Juventud acumulada fue un programa de televisión de género sociedad  emitido por la Televisión Pública Argentina. Debutó el 4 de junio de 2016 y finalizó el 28 de diciembre de 2019 se emitía los sábados a las 14:00 (UTC -3) y fue conducido por Fanny Mandelbaum. Entre el 4 de enero y 29 de febrero de 2020 el canal estatal argentino emitió las repeticiones del programa tras el final de la gestión de Cambiemos.

## Sinopsis
El ciclo estuvo dedicado a los adultos mayores. Fanny les dio lugar que contó sus historias de vida y un recorrido por todas las aquellas actividades físicas y mentales que desarrollaron día a día tanto en el ámbito familiar como social.

## Invitados

### 2016
- Susana Rinaldi
- Guido Gorgatti
- Adriana Aizemberg
- José Martínez Suárez
- Juan Carlos Pérez Loizeau
- Nelly Trenti
- Agustín Alezzo
- Claudia Lapacó
- Raúl Lavié
- María Fux
- Marcos Aguinis
- Mercedes Carreras
- César Isella
- Horace Lannes
- Nelly Prince
- Max Berliner
- María Concepción César
- Roberto Di Sandro
- Chico Novarro
- Magdalena Ruiz Guiñazú
- María Laura Lerer
- Nélida De Miguel

### 2017
- Bernardo Carey
- Amelita Baltar
- Ricardo Monner Sans
- Betty Elizalde
- Horacio Malvicino
- Mónica Cahen D'Anvers
- Jaime Torres
- Estela de Carlotto
- Vitillo Ábalos
- Carlitos Balá
- Ramona Galarza
- María Rosa Fugazot
- Claudio García Satur
- Silvia Plager
- Silvio Soldán
- Edda Díaz
- Rodolfo Ranni
- Marta González
- Luis Brandoni
- Gino Bogani
- Luis Landriscina
- Poldy Bird
- Dyango
- Graciela Dufau
- Bruno Gelber
- Nora Perlé
- Pepe Novoa
- Dorys del Valle
- Alberto Cormillot
- Fernanda Mistral
- Canela
- Blanca Cotta
- Guillermo Roux
- Ramón Ayala
- Zulma Faiad
- Rodolfo Zapata
- José Narosky
- Roberto Quirno
- Marilú Marini
- Laura Oliva y Karina Mazzocco
- Enrique Macaya Márquez
- Marcelo Simón

### 2018
- María Garay y Rafael Kohanoff
- Hugo Arana
- Betiana Blum
- Germán Kraus
- Mabel Landó
- Miguel Jordán
- Lía Jelín
- Pablo Alarcón
- Perla Santalla
- Julio Lacarra
- Libertad Leblanc
- Cacho Fontana
- Marta Bianchi
- Juan Carlos Pascual
- Arnaldo André
- Adela Montes
- Marilina Ross
- Haydée Padilla
- Santiago Bal
- Paz Martínez
- Marcela López Rey
- Silvia Montanari
- Arturo Bonín
- Enrique Pinti
- Thelma Biral
- Pelusa Suero
- Fortunato Benaim
- Lino Patalano

### 2019
- Martha Pelloni
- Néstor Fabián
- Pacho O'Donnell
- Miguel Ángel Estrella
- Selva Alemán
- Gabriela Acher
- Marikena Monti
- Jorge Rivera López
- Víctor Hugo Vieyra
- Mariquita Gallegos
- Liliana Benzaquen y Abel Chajcir
- Cristina Del Valle
- Oscar Barney Finn
- Arturo Puig
- Virginia Lago
- Edgardo Borda
- Marián Farías Gómez
- Roberto Carnaghi
- Graciela Pal
- Alberto Hassán
- Dany Martin
- Mirta Busnelli
- Santiago Kovadloff

## Premios y nominaciones
| Año  | Premios         | Categoría                 | Nominado(a)        | Resultado |
| ---- | --------------- | ------------------------- | ------------------ | --------- |
| 2019 | Premios Fund TV | Promoción Humana y Social | Juventud acumulada | Ganador   |

- Datos: Q25409110